# Kennerspiel des Jahres

Logo der Auszeichnung „Kennerspiel des Jahres“

Der Kritikerpreis Kennerspiel des Jahres wird seit 2011 jährlich vom Verein Spiel des Jahres verliehen. Laut Tom Felber – ehemaliger Vorsitzender des Vereins – richtet sich das Kennerspiel des Jahres an „Spieler, die bereits über längere Zeit Erfahrungen mit Brettspielen gesammelt haben und mehr Herausforderung suchen“.
Wie beim Spiel des Jahres wird im Mai eines Jahres eine Nominierungsliste mit drei Spielen veröffentlicht, aus der dann im Juli das Kennerspiel des Jahres von einer Jury ausgewählt wird. Diese Jury entspricht in ihrer Besetzung der Jury für das Spiel des Jahres.
Da es aber keine Auszeichnung für Expertenspiele sein soll, unterscheiden sich die ausgezeichneten Spiele häufig von denen des Deutschen Spielepreises, bei dem oft komplexere Spiele gewinnen oder hoch bewertet werden.

## Preisträger, Nominierte und Empfehlungen
| 2011 • 2012 • 2013 • 2014 • 2015 • 2016 • 2017 • 2018 • 2019 • 2020 • 2021 • 2022 • 2023 • 2024 • 2025 |

| Jahr | Preis       | Spiel                                   | Autor                                                         | Verlag                                            | Spieleranzahl | Alter |
| ---- | ----------- | --------------------------------------- | ------------------------------------------------------------- | ------------------------------------------------- | ------------- | ----- |
| 2011 | Gewinner    | 7 Wonders                               | Antoine Bauza                                                 | Repos Production                                  | 2–7           | ab 10 |
| 2011 | Nominierung | Strasbourg                              | Stefan Feld                                                   | Pegasus Spiele                                    | 3–5           | ab 12 |
| 2011 | Nominierung | Lancaster                               | Matthias Cramer                                               | Queen Games                                       | 2–5           | ab 10 |
| 2012 | Gewinner    | Village                                 | Inka Brand, Markus Brand                                      | Eggertspiele/Pegasus Spiele                       | 2–4           | ab 12 |
| 2012 | Nominierung | K2                                      | Adam Kałuża                                                   | Rebel.pl/Heidelberger Spieleverlag                | 1–5           | ab 10 |
| 2012 | Nominierung | Targi                                   | Andreas Steiger                                               | Kosmos                                            | 2             | ab 12 |
| 2012 | Empfehlung  | Freitag                                 | Friedemann Friese                                             | 2F                                                | 1             | ab 10 |
| 2012 | Empfehlung  | Hawaii                                  | Gregory Daigle                                                | Hans im Glück                                     | 2–5           | ab 10 |
| 2012 | Empfehlung  | Ora et Labora                           | Uwe Rosenberg                                                 | Lookout Spiele                                    | 1–4           | ab 12 |
| 2013 | Gewinner    | Die Legenden von Andor                  | Michael Menzel                                                | Kosmos                                            | 2–4           | ab 10 |
| 2013 | Nominierung | Die Paläste von Carrara                 | Wolfgang Kramer, Michael Kiesling                             | Hans im Glück                                     | 2–4           | ab 10 |
| 2013 | Nominierung | Brügge                                  | Stefan Feld                                                   | Hans im Glück                                     | 2–4           | ab 10 |
| 2013 | Empfehlung  | Terra Mystica                           | Helge Ostertag, Jens Drögemüller                              | Feuerland                                         | 2–5           | ab 12 |
| 2013 | Empfehlung  | Tzolk'in: Der Maya-Kalender             | Daniele Tascini, Simone Luciani                               | Czech Games Edition (CGE)                         | 2–4           | ab 13 |
| 2014 | Gewinner    | Istanbul                                | Rüdiger Dorn                                                  | Pegasus Spiele                                    | 2–5           | ab 10 |
| 2014 | Nominierung | Concordia                               | Walther „Mac“ Gerdts                                          | PD-Verlag/Heidelberger Spieleverlag               | 2–5           | ab 12 |
| 2014 | Nominierung | Rokoko                                  | Matthias Cramer, Louis Malz, Stefan Malz                      | Eggertspiele/Pegasus Spiele                       | 2–5           | ab 12 |
| 2014 | Empfehlung  | Amerigo                                 | Stefan Feld                                                   | Queen Games                                       | 2–4           | ab 10 |
| 2014 | Empfehlung  | Blood Bound                             | Kalle Krenzer                                                 | Fantasy Flight/Heidelberger Spieleverlag          | 6–12          | ab 14 |
| 2014 | Empfehlung  | Guildhall                               | Hope S. Hwang                                                 | AEG/Pegasus Spiele                                | 2–4           | ab 10 |
| 2014 | Empfehlung  | Russian Railroads                       | Helmut Ohley, Leonhard Orgler                                 | Hans im Glück                                     | 2–4           | ab 12 |
| 2015 | Gewinner    | Broom Service                           | Andreas Pelikan, Alexander Pfister                            | Alea/Ravensburger                                 | 2–5           | ab 10 |
| 2015 | Nominierung | Elysium                                 | Brett J. Gilbert, Matthew Dunstan                             | Space Cowboys                                     | 2–4           | ab 14 |
| 2015 | Nominierung | Orléans                                 | Reiner Stockhausen                                            | dlp games                                         | 2–4           | ab 12 |
| 2015 | Empfehlung  | Auf den Spuren von Marco Polo           | Daniele Tascini, Simone Luciani                               | Hans im Glück                                     | 2–4           | ab 12 |
| 2015 | Empfehlung  | Arler Erde                              | Uwe Rosenberg                                                 | Feuerland                                         | 1–2           | ab 14 |
| 2015 | Empfehlung  | Deus                                    | Sébastien Dujardin                                            | Pearl Games                                       | 2–4           | ab 14 |
| 2016 | Gewinner    | Isle of Skye                            | Alexander Pfister, Andreas Pelikan                            | Lookout Spiele                                    | 2–5           | ab 08 |
| 2016 | Nominierung | Pandemic Legacy - Season 1              | Matt Leacock, Rob Daviau                                      | Z-Man                                             | 2–4           | ab 14 |
| 2016 | Nominierung | T.I.M.E Stories                         | Manuel Rozoy                                                  | Space Cowboys                                     | 2–4           | ab 12 |
| 2016 | Empfehlung  | 7 Wonders: Duel                         | Antoine Bauza, Bruno Cathala                                  | Repos Production                                  | 2             | ab 10 |
| 2016 | Empfehlung  | Blood Rage                              | Eric M. Lang                                                  | Cool Mini or not/Guillotine Games/Mcvey           | 2–4           | ab 14 |
| 2016 | Empfehlung  | Mombasa                                 | Alexander Pfister                                             | Eggertspiele/Pegasus Spiele                       | 2–4           | ab 12 |
| 2017 | Gewinner    | Exit                                    | Inka Brand, Markus Brand                                      | Kosmos                                            | 1–6           | ab 12 |
| 2017 | Nominierung | Räuber der Nordsee                      | Shem Phillips                                                 | Schwerkraft                                       | 2–4           | ab 14 |
| 2017 | Nominierung | Terraforming Mars                       | Jacob Fryxelius                                               | Schwerkraft                                       | 1–5           | ab 12 |
| 2017 | Empfehlung  | Captain Sonar                           | Roberto Fraga, Yohan Lemonnier                                | Pegasus Spiele                                    | 4–8           | ab 10 |
| 2017 | Empfehlung  | Das Grimoire des Wahnsinns              | Maxime Rambourg                                               | Iello/Heidelberger Spieleverlag                   | 2–5           | ab 12 |
| 2017 | Empfehlung  | Great Western Trail                     | Alexander Pfister                                             | Eggertspiele/Pegasus Spiele                       | 2–4           | ab 12 |
| 2017 | Empfehlung  | Les Poilus                              | Fabien Riffaud, Juan Rodríguez                                | Sweet Games                                       | 2–5           | ab 10 |
| 2018 | Gewinner    | Die Quacksalber von Quedlinburg         | Wolfgang Warsch                                               | Schmidt                                           | 2–4           | ab 10 |
| 2018 | Nominierung | Ganz schön clever                       | Wolfgang Warsch                                               | Schmidt                                           | 1–4           | ab 10 |
| 2018 | Nominierung | Heaven & Ale                            | Michael Kiesling, Andreas Schmidt                             | Eggertspiele/Pegasus Spiele                       | 2–4           | ab 12 |
| 2018 | Empfehlung  | Klong!                                  | Paul Dennen                                                   | Schwerkraft                                       | 2–4           | ab 12 |
| 2018 | Empfehlung  | Pioneers                                | Emanuele Ornella                                              | Queen Games                                       | 2–4           | ab 08 |
| 2018 | Sonderpreis | Pandemic Legacy – Season 2              | Matt Leacock, Rob Daviau                                      | Z-Man                                             | 2–4           | ab 14 |
| 2019 | Gewinner    | Flügelschlag                            | Elizabeth Hargrave                                            | Feuerland                                         | 1–5           | ab 10 |
| 2019 | Nominierung | Carpe Diem                              | Stefan Feld                                                   | Alea/Ravensburger                                 | 2–4           | ab 12 |
| 2019 | Nominierung | Detective                               | Ignacy Trzewiczek, Przemysław Rymer, Jakub Łapot              | Portal Games/Pegasus Spiele                       | 1–5           | ab 16 |
| 2019 | Empfehlung  | Architekten des Westfrankenreichs       | Shem Phillips, Sam Macdonald                                  | Schwerkraft                                       | 1–5           | ab 12 |
| 2019 | Empfehlung  | Das tiefe Land                          | Claudia Partenheimer, Ralf Partenheimer                       | Feuerland                                         | 2–4           | ab 12 |
| 2019 | Empfehlung  | Newton                                  | Simone Luciani, Nestore Mangone                               | Cranio Creations                                  | 1–4           | ab 14 |
| 2019 | Empfehlung  | Paper Tales                             | Masato Uesugi                                                 | Frosted Games/Pegasus Spiele                      | 2–5           | ab 10 |
| 2020 | Gewinner    | Die Crew                                | Thomas Sing                                                   | Kosmos Spiele                                     | 3–5           | ab 10 |
| 2020 | Nominierung | Der Kartograph                          | Jordy Adan                                                    | Pegasus Spiele                                    | 1–8           | ab 10 |
| 2020 | Nominierung | The King’s Dilemma                      | Lorenzo Silva, Hjalmar Hach, Carlo Burelli                    | HG/Heidelbär Games                                | 4–5           | ab 14 |
| 2020 | Empfehlung  | Paladine des Westfrankenreichs          | Shem Phillips, Sam Macdonald                                  | Schwerkraft                                       | 1–4           | ab 14 |
| 2020 | Empfehlung  | Res Arcana                              | Tom Lehmann                                                   | Sand Castle Games                                 | 2–4           | ab 10 |
| 2020 | Empfehlung  | Underwater Cities                       | Vladimír Suchý                                                | Delicious Games                                   | 1–4           | ab 14 |
| 2021 | Gewinner    | Paleo                                   | Peter Rustemeyer                                              | Hans im Glück                                     | 2–4           | ab 10 |
| 2021 | Nominierung | Die verlorenen Ruinen von Arnak         | Michaela Štachová, Michal Štach                               | Czech Games Edition (CGE)/Heidelbär Games         | 1–4           | ab 12 |
| 2021 | Nominierung | Fantastische Reiche                     | Bruce Glassco                                                 | Strohmann Games                                   | 2–5           | ab 10 |
| 2021 | Empfehlung  | Aeon’s End                              | Kevin Riley                                                   | Indie Boards & Cards/Frosted Games/Pegasus Spiele | 1–4           | ab 14 |
| 2021 | Empfehlung  | Riftforce                               | Carlo Bortolini                                               | 1 More Time Games                                 | 2             | ab 10 |
| 2021 | Empfehlung  | Gloomhaven: Die Pranken des Löwen       | Isaac Childres                                                | Cephalofair Games/Feuerland                       | 1–4           | ab 14 |
| 2021 | Empfehlung  | Wasserkraft                             | Tommaso Battista, Simone Luciani                              | Cranio Creations/Feuerland                        | 1–4           | ab 14 |
| 2022 | Gewinner    | Living Forest                           | Aske Christiansen                                             | Pegasus Spiele                                    | 2–4           | ab 10 |
| 2022 | Nominierung | Cryptid                                 | Hal Duncan, Ruth Veevers                                      | Osprey Games/Skellig Games                        | 3–5           | ab 12 |
| 2022 | Nominierung | Dune: Imperium                          | Paul Dennen                                                   | Dire Wolf                                         | 3–4           | ab 13 |
| 2022 | Empfehlung  | Arche Nova                              | Mathias Wigge                                                 | Feuerland                                         | 1–4           | ab 14 |
| 2022 | Empfehlung  | Khôra                                   | Head Quarter Simulation Game Club                             | Iello                                             | 2–4           | ab 12 |
| 2022 | Empfehlung  | Witchstone                              | Martino Chiacchiera, Reiner Knizia                            | R&R/Huch                                          | 2–4           | ab 12 |
| 2023 | Gewinner    | Challengers!                            | Johannes Krenner, Markus Slawitscheck                         | 1 More Time Games/Z-Man Games                     | 1–8           | ab 10 |
| 2023 | Nominierung | Iki                                     | Koota Yamada                                                  | Giant Roc/Sorry We Are French                     | 2–4           | ab 14 |
| 2023 | Nominierung | Planet Unknown                          | Ryan Lambert, Adam Rehberg                                    | Strohmann Games/Adam’s Apple Games                | 1–6           | ab 10 |
| 2023 | Empfehlung  | Council of Shadows                      | Martin Kallenborn, Jochen Scherer                             | Alea                                              | 1–4           | ab 14 |
| 2023 | Empfehlung  | Mindbug                                 | Christian Kudahl, Marvin Hegen, Richard Garfield, Skaff Elias | Nerdlab                                           | 2             | ab 08 |
| 2024 | Gewinner    | e-Mission                               | Matt Leacock, Matteo Menapace                                 | Schmidt Spiele                                    | 1–4           | ab 12 |
| 2024 | Nominierung | Die Gilde der fahrenden Händler         | Matthew Dunstan, Brett J. Gilbert                             | Skellig Games / AEG                               | 1–4           | ab 10 |
| 2024 | Nominierung | Zug um Zug Legacy: Legenden des Westens | Rob Daviau, Matt Leacock, Alan R. Moon                        | Days of Wonder                                    | 2–5           | ab 10 |
| 2024 | Empfehlung  | Botanicus                               | Vieri Masseini, Samuele Tabellini                             | Hans im Glück                                     | 2–4           | ab 10 |
| 2024 | Empfehlung  | Mischwald                               | Kosch                                                         | Lookout Spiele                                    | 2–5           | ab 10 |
| 2024 | Empfehlung  | Ritual                                  | Tomás Tarragón                                                | Strohmann Games                                   | 2–6           | ab 10 |
| 2024 | Empfehlung  | Bier Pioniere                           | Thomas Spitzer                                                | Spielefaible                                      | 2–4           | ab 12 |
| 2025 | Gewinner    | Endeavor: Die Tiefsee                   | Carl de Vissser, Laurent Escoffier                            | Frosted Games, Board Game Circus                  | 1–4           | ab 12 |
| 2025 | Nominierung | Faraway                                 | Johannes Goupy, Corentin Lebrat                               | Kosmos                                            | 2–6           | ab 10 |
| 2025 | Nominierung | Neuland                                 | Charles Chevalier, Laurent Escoffier                          | Game Factory                                      | 2–4           | ab 10 |
| 2025 | Empfehlung  | The Gang                                | John Cooper, Cory Heath                                       | Kosmos                                            | 3–6           | ab 10 |
| 2025 | Empfehlung  | Kauri                                   | Charlec Couronnaud                                            | Koalla Spiele, Débâcle Jeux                       | 2–4           | ab 10 |
| 2025 | Empfehlung  | Medical Mysteries: New York             | Nicholas Cravotta, Rebecca Bleau                              | Kosmos, Identity Games                            | 1–4           | ab 14 |
| 2025 | Empfehlung  | Zenith                                  | Grégory Grard, Mathieu Roussel                                | PlayPunk                                          | 2–4           | ab 12 |

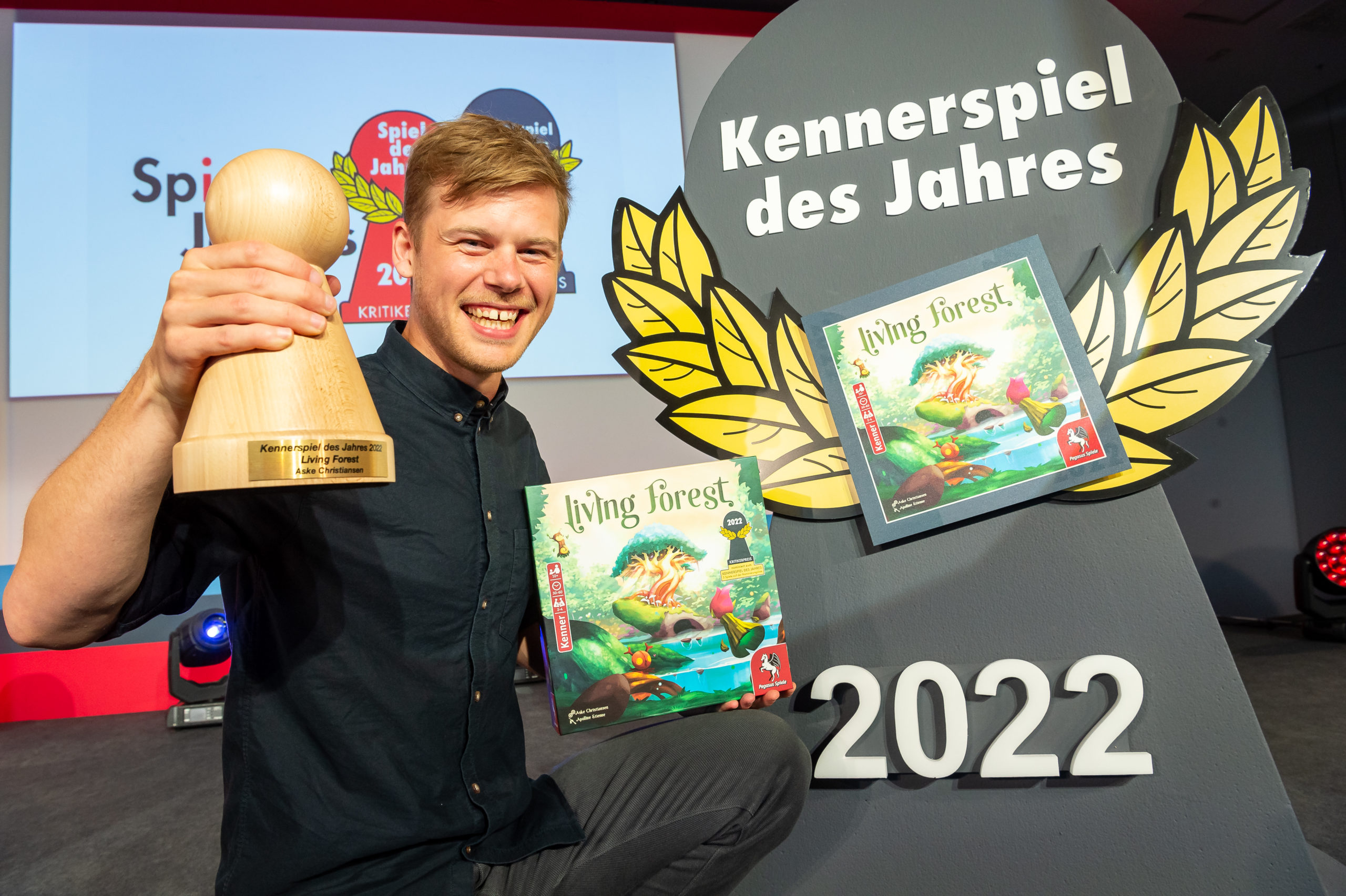
Kennerspiel des Jahres 2022: Aske Christiansen, Autor von Living Forest
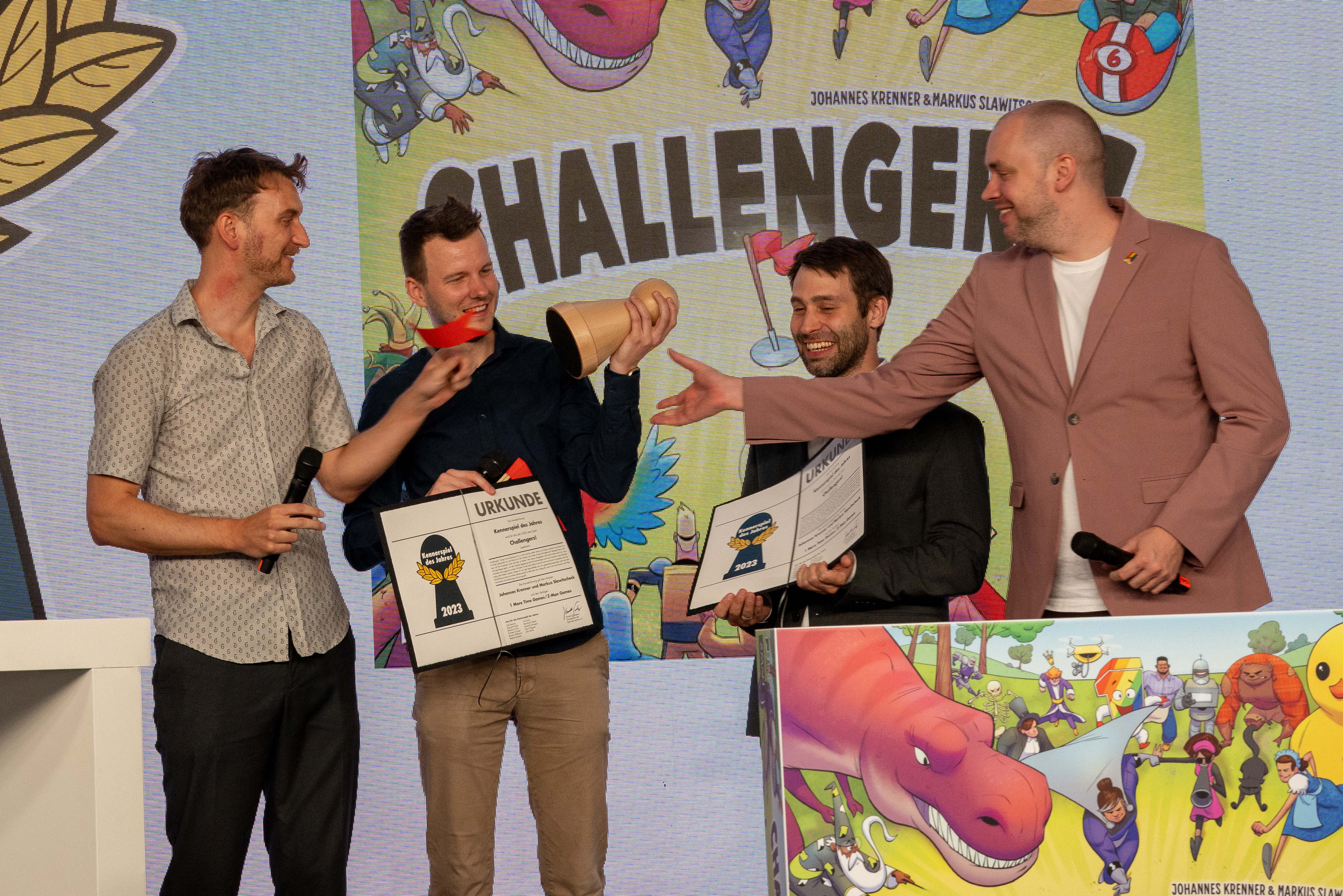
Kennerspiel des Jahres 2023: Die Challengers!-Autoren Johannes Krenner und Markus Slawitscheck sowie Roman Rybiczka und Julian Steindorfer von 1 More Time Games

## Belege
1. ↑  Kingdom Builder schafft Land unbegrenzter Möglichkeiten. In: Berliner Morgenpost. 9. Juli 2012, abgerufen am 23. Juni 2018.
2. ↑  Udo Bartsch: Fünf Jahre Kennerspiel des Jahres (Memento vom 23. Juni 2018 im Internet Archive)